# Lista de vereadores de Santo André da 17.ª legislatura
Esta é a lista de vereadores de Santo André da 17.ª Legislatura, período que compreende de 1.º de janeiro de 2017 até 31 de dezembro de 2020.
| 16.ª legislatura | Lista de vereadores de Santo André da 17.ª legislatura | 18.ª legislatura |

## Mesa Diretora
A composição da mesa diretora da Câmara Municipal de Santo André durante os dois biênios da 17.ª Legislatura teve a seguinte formação:
| 1.º Biênio (2017-2018) | 1.º Biênio (2017-2018)        | 2.º Biênio (2019-2020) | 2.º Biênio (2019-2020)  |
| Presidência            | Presidência                   | Presidência            | Presidência             |
| ---------------------- | ----------------------------- | ---------------------- | ----------------------- |
| Presidente             | Cicote (Avante)               | Presidente             | Pedrinho Botaro (PSDB)  |
| Vice-presidente        | Luiz Alberto (PT)             | Vice-presidente        | Bete Siraque (PT)       |
| Secretaria             |                               |                        |                         |
| 1.º Secretário         | Bete Siraque (PT)             | 1.º Secretário         | Alemão Duarte (PT)      |
| 2.º Secretário         | Dr. Fábio Lopes (PPS)         | 2.º Secretário         | Ronaldo de Castro (PRB) |
| 3.º Secretário         | Elian Santana (Solidariedade) | 3.º Secretário         | Luiz Alberto (PT)       |

## Parlamentares
| Parlamentar | Parlamentar                     | Imagem                     | Partido | Partido                                      | Votos | %     | Notas | Posição      |
| ----------- | ------------------------------- | -------------------------- | ------- | -------------------------------------------- | ----- | ----- | --- | ------------ |
| 1.º         | Roberto Alves Rautenberg        |                            |         | Partido Republicano Brasileiro PRB           | 7.863 | 2,19% | | Independente |
| 2.º         | Edson Sardano                   |                            |         | Partido Trabalhista Brasileiro PTB           | 6.132 | 1,70% | | Governo      |
| 3.º         | Pedrinho Botaro                 |                            |         | Partido da Social Democracia Brasileira PSDB | 5.163 | 1,52% | | Governo      |
| 4.º         | Eduardo Leite                   |                            |         | Partido dos Trabalhadores PT                 | 5.026 | 1,40% | | Oposição     |
| 5.º         | Ivanildo Pereira Lobo           |                            |         | Solidariedade                                | 4.838 | 1,42% | | Independente |
| 5.º         | Ivanildo Pereira Lobo           | Patriota PATRI             |         |                                              | 4.838 | 1,42% | | Independente |
| 6.º         | Willians Bezerra                |                            |         | Partido dos Trabalhadores PT                 | 4.637 | 1,36% | | Oposição     |
| 7.º         | Ronaldo de Castro               |                            |         | Partido Republicano Brasileiro PRB           | 4.611 | 1,36% | | Independente |
| 8.º         | Elian Saraiva                   |                            |         | Solidariedade                                | 4.581 | 1,35% | | Independente |
| 9.º         | Almir Roberto Cicote            |                            |         | Partido Socialista Brasileiro PSB            | 4.493 | 1,32% | Licenciou-se do mandato para assumir a Superintendência do SEMASA em 19 de fevereiro de 2019, retornando ao cargo de vereador em 5 de dezembro de 2019.                       | Independente |
| 9.º         | Almir Roberto Cicote            | Avante                     |         |                                              | 4.493 | 1,32% | Licenciou-se do mandato para assumir a Superintendência do SEMASA em 19 de fevereiro de 2019, retornando ao cargo de vereador em 5 de dezembro de 2019.                       | Independente |
| 10.º        | Lucas Zacarias                  |                            |         | Partido Trabalhista Brasileiro PTB           | 4.252 | 1,25% | | Governo      |
| 11.º        | Edilson de Oliveira Santos      |                            |         | Partido da Social Democracia Brasileira PSDB | 4.081 | 1,13% | | Governo      |
| 12.º        | Montorinho                      |                            |         | Partido dos Trabalhadores PT                 | 3.956 | 1,10% | Foi impedido de assumir o mandato pelo Tribunal Superior Eleitoral. | Oposição     |
| 13.º        | José De Araújo                  |                            |         | Partido Social Democrático PSD               | 3.696 | 1,03% | | Oposição     |
| 14.º        | Antônio de Jesus Barbosa        |                            |         | Partido da Mobilização Nacional PMN          | 3.519 | 0,98% | | Oposição     |
| 14.º        | Antônio de Jesus Barbosa        | Partido Social Liberal PSL |         |                                              | 3.519 | 0,98% | | Oposição     |
| 15.ª        | Bete Siraque                    |                            |         | Partido dos Trabalhadores PT                 | 3.456 | 0,96% | Licenciou-se do mandato para dedicar-se a sua candidatura a prefeitura em 2020, permanecendo afastada de seu mandato de 24 de setembro de 2020 até 24 de outubro de 2020.     | Oposição     |
| 16.º        | Luiz Alberto Ferreira de Araujo |                            |         | Partido dos Trabalhadores PT                 | 3.451 | 0,96% | | Oposição     |
| 17.º        | Antônio Rodrigues da Silva      |                            |         | Partido da Mulher Brasileira PMB             | 3.325 | 0,92% | | Oposição     |
| 18.º        | Marcelo Chehade                 |                            |         | Partido da Social Democracia Brasileira PSDB | 3.319 | 0,92% | Licenciou-se do mandato para assumir a Secretaria Municipal de Esporte e Prática Esportiva em 1.º de janeiro de 2017, retornando ao cargo de vereador em 12 de abril de 2024. | Governo      |
| 19.º        | Rodolfo Donetti                 |                            |         | Partido Popular Socialista PPS               | 2.969 | 0,83% | | Independente |
| 19.º        | Rodolfo Donetti                 | Cidadania                  |         |                                              | 2.969 | 0,83% | | Independente |
| 20.º        | Fábio dos Santos Lopes          |                            |         | Partido Popular Socialista PPS               | 2.440 | 0,68% | | Independente |
| 20.º        | Fábio dos Santos Lopes          | Cidadania                  |         |                                              | 2.440 | 0,68% | | Independente |
| 21.º        | Jobert Alexandrino              |                            |         | Partido da Social Democracia Brasileira PSDB | 2.245 | 0,62% | | Governo      |

## Suplentes
| Parlamentar | Parlamentar          | Imagem | Partido | Partido                                      | Votos | %     | Notas | Titular         | Ref.        | Posição      |
| ----------- | -------------------- | ------ | ------- | -------------------------------------------- | ----- | ----- | --- | --------------- | ----------- | ------------ |
| -           | André Scarpino       |        |         | Partido da Social Democracia Brasileira PSDB | 2.114 | 0,62% | Assumiu o exercício do mandato do vereador Marcelo Chehade em função da nomeação do vereador titular como Secretário Municipal.                                                                                  | Marcelo Chehade | [ 7 ]       | Governo      |
| -           | Marcos Da Farmacia   |        |         | Partido Socialista Brasileiro PSB            | 2.467 | 0,73% | Assumiu o exercício do mandato do vereador Almir Cicote no dia 19 de fevereiro de 2019 em função da nomeação do vereador titular como Superintendente do SEMASA, permanecendo no cargo até 5 de dezembro de 2019 | Almir Cicote    | [ 8 ] [ 7 ] | Independente |
| -           | José Teixeira Mendes |        |         | Partido Democrático Trabalhista PDT          | 2.553 | 0,75% | |                 | [ 7 ]       | Oposição     |
| -           | Alemão Duarte        |        |         | Partido dos Trabalhadores PT                 | 2.751 | 0,81% | Assumiu o exercício do mandato em função da anulação dos votos do vereador eleito Montorinho. | Montorinho      | [ 7 ]       | Oposição     |
| -           | Wagner Lima          |        |         | Partido dos Trabalhadores PT                 | 2.415 | 0,71% | Assumiu o exercício do mandato da vereadora Bete Siraque devido a licença do cargo em 24 setembro de 2020 permanecendo até 24 de outubro de 2020.                                                                | Bete Siraque    | [ 7 ]       | Oposição     |

## Comissões
| Comissões Permanentes                                          | 2017-2018                        | 2017-2018                            | 2017-2018            |
| Comissões Permanentes                                          | Presidente                       | Membros                              | Ref.                 |
| -------------------------------------------------------------- | -------------------------------- | ------------------------------------ | -------------------- |
| Comissão de Justiça e Redação                                  | Eduardo Leite (PT)               | Sgt. Lobo (Solidariedade)            | [ 11 ] [ 12 ] [ 13 ] |
| Comissão de Justiça e Redação                                  | Eduardo Leite (PT)               | Pedrinho Botaro (PSDB)               | [ 11 ] [ 12 ] [ 13 ] |
| Comissão de Finanças e Orçamento                               | Jobert Alexandrino (PSDB)        | José Teixeira Mendes (PDT)           | [ 11 ] [ 14 ] [ 13 ] |
| Comissão de Finanças e Orçamento                               | Jobert Alexandrino (PSDB)        | Lucas Zacarias (PTB)                 | [ 11 ] [ 14 ] [ 13 ] |
| Comissão de Desenvolvimento Urbano                             | Pedrinho Botaro (PSDB)           | Lucas Zacarias (PTB)                 | [ 11 ] [ 15 ] [ 13 ] |
| Comissão de Desenvolvimento Urbano                             | Pedrinho Botaro (PSDB)           | Roberto Alves Rautenberg (PRB)       | [ 11 ] [ 15 ] [ 13 ] |
| Comissão de Educação e Cultura                                 | Ronaldo De Castro (PRB)          | Eduardo Leite (PT)                   | [ 11 ] [ 16 ] [ 13 ] |
| Comissão de Educação e Cultura                                 | Ronaldo De Castro (PRB)          | Jobert Alexandrino (PSDB)            | [ 11 ] [ 16 ] [ 13 ] |
| Comissão de Cidadania, Direitos Humanos e Assistência Social   | Alemão Duarte (PT)               | Edilson Fumassa (PSDB)               | [ 13 ] [ 11 ] [ 17 ] |
| Comissão de Cidadania, Direitos Humanos e Assistência Social   | Alemão Duarte (PT)               | Antônio Rodrigues da Silva (PMB)     | [ 13 ] [ 11 ] [ 17 ] |
| Comissão de Saúde, Saneamento Básico, Ecologia e Meio Ambiente | Rodolfo Donetti (PPS)            | Edilson Fumassa (PSDB)               | [ 13 ] [ 11 ] [ 18 ] |
| Comissão de Saúde, Saneamento Básico, Ecologia e Meio Ambiente | Rodolfo Donetti (PPS)            | Alemão Duarte (PT)                   | [ 13 ] [ 11 ] [ 18 ] |
| Comissão de Segurança Pública                                  | Sgt. Lobo (Solidariedade)        | Eduardo Leite (PT)                   | [ 11 ] [ 13 ] [ 19 ] |
| Comissão de Segurança Pública                                  | Sgt. Lobo (Solidariedade)        | Rodolfo Donetti (PPS)                | [ 11 ] [ 13 ] [ 19 ] |
| Comissões Permanentes                                          | 2019-2020                        | 2019-2020                            | 2019-2020            |
| Comissões Permanentes                                          | Presidente                       | Membros                              | Ref.                 |
| Comissão de Justiça e Redação                                  | Eduardo Leite (PT)               | Rodolfo Donetti (Cidadania)          | [ 12 ] [ 13 ]        |
| Comissão de Justiça e Redação                                  | Eduardo Leite (PT)               | José Teixeira Mendes (PDT)           | [ 12 ] [ 13 ]        |
| Comissão de Finanças e Orçamento                               | Lucas Zacarias (PTB)             | Edilson Fumassa (PSDB)               | [ 14 ] [ 13 ]        |
| Comissão de Finanças e Orçamento                               | Lucas Zacarias (PTB)             | Antônio de Jesus Barbosa (PSL)       | [ 14 ] [ 13 ]        |
| Comissão de Desenvolvimento Urbano                             | Antônio Rodrigues da Silva (PMB) | Luiz Alberto Ferreira de Araújo (PT) | [ 15 ] [ 13 ]        |
| Comissão de Desenvolvimento Urbano                             | Antônio Rodrigues da Silva (PMB) | Jobert Alexandrino (PSDB)            | [ 15 ] [ 13 ]        |
| Comissão de Educação e Cultura                                 | Almir Roberto Cicote (Avante)    | Edilson Fumassa (PSDB)               | [ 16 ] [ 13 ]        |
| Comissão de Educação e Cultura                                 | Almir Roberto Cicote (Avante)    | Eduardo Leite (PT)                   | [ 16 ] [ 13 ]        |
| Comissão de Cidadania, Direitos Humanos e Assistência Social   | Eduardo Leite (PT)               | Jobert Alexandrino (PSDB)            | [ 13 ] [ 17 ]        |
| Comissão de Cidadania, Direitos Humanos e Assistência Social   | Eduardo Leite (PT)               | Antônio Rodrigues da Silva (PMB)     | [ 13 ] [ 17 ]        |
| Comissão de Saúde, Saneamento Básico, Ecologia e Meio Ambiente | Jobert Alexandrino (PSDB)        | Almir Roberto Cicote (Avante)        | [ 13 ] [ 18 ]        |
| Comissão de Saúde, Saneamento Básico, Ecologia e Meio Ambiente | Jobert Alexandrino (PSDB)        | Willians Bezerra (PT)                | [ 13 ] [ 18 ]        |
| Comissão de Segurança Pública                                  | Lucas Zacarias (PTB)             | Rodolfo Donetti (Cidadania)          | [ 13 ] [ 19 ]        |
| Comissão de Segurança Pública                                  | Lucas Zacarias (PTB)             | Sgt. Lobo (PATRI)                    | [ 13 ] [ 19 ]        |
| Comissão de ética e Decoro Parlamentar                         | Fábio Lopes (Cidadania)          | Edilson Fumassa (PSDB)               | [ 20 ] [ 13 ]        |
| Comissão de ética e Decoro Parlamentar                         | Fábio Lopes (Cidadania)          | Antônio de Jesus Barbosa (PSL)       | [ 20 ] [ 13 ]        |
| Comissão de ética e Decoro Parlamentar                         | Fábio Lopes (Cidadania)          | Willians Bezerra (PT)                | [ 20 ] [ 13 ]        |
| Comissão de ética e Decoro Parlamentar                         | Fábio Lopes (Cidadania)          | José Teixeira Mendes (PDT)           | [ 20 ] [ 13 ]        |